# 조성민 (농구 선수)
조성민(趙成愍, 1983년 12월 23일 ~ )은 대한민국의 농구 선수이며 포지션은 슈팅가드와 스몰포워드이다.

## 출신 학교
- 전주송천초등학교
- 전주남중학교
- 전주고등학교
- 한양대학교

## 경력

### 클럽
- 2006년 부산 KTF 매직윙스 입단(1라운드 8순위)
- 2017년 창원 LG 세이커스 입단(1대1트레이드)

### 국가대표
- 2013년 FIBA 아시아 선수권 대회
- 2014년 아시안 게임 농구 남자

## 수상
- 2011년 스포츠토토 한국농구대상 베스트 5